# Hôpital de la Charité
Hôpital de la Charité de Paris, též Hôpital des Frères-de-Saint-Jean-de-Dieu je bývalá nemocnice v Paříži založená na počátku 17. století. Kolem roku 1935 byla uzavřena a zbořena kvůli výstavbě nové lékařské fakulty. Nacházela se na adrese 45, rue des Saints-Pères, kde v současnosti sídlí kampus Saints-Pères, který je součástí univerzity Paris-Descartes.

## Historie
V roce 1602 Marie Medicejská, druhá manželka francouzského krále Jindřicha IV., přivedla do Paříže pět bratrů z kongregace sv. Jana z Boha, aby zde pečovali o chudé nemocné. Nejprve se usídlili v domě v rue de la Petite Seine (dnešní domy č. 2-4 rue Bonaparte a č. 9 quai Malaquais). Odtud museli o několik let později odejít, protože se Markéta z Valois, první manželka Jindřicha IV., se zde v roce 1607 rozhodla založit augustiniánský klášter, kde sídlí École nationale supérieure des beaux-arts.
Nabídla jim výměnou starý palác Sansac, který se nacházel poblíž staré kaple Saint-Pierre, základu budoucí nemocnice Charité. Od roku 1613 vystavěli bratři významné budovy určené pro špitální službu.
Také dostali od opata Saint-Germain-des-Prés k užívání starou malou kapli Saint-Père. Noví nájemníci ji opravili a získali ji do definitivního vlastnictví i s malým hřbitovem Saint-Germain. Stará kaple byla zbořena a novou vysvětil v červenci 1621 arcibiskup z Embrunu. V polovině 17. století byla přestavěna a v roce 1732 vystavěl nový portál architekt Robert de Cotte. Fasádu budovy s výhledem na rue Taranne vytvořil architekt Louis-Nicholas-Marie Destouches.
V roce 1652 řeholníci získali darem také dům v rue du Bac, zpočátku vybavený osmi lůžky určenými k ubytování chudých rekonvalescentů po jejich propuštění z nemocnice. Zařízení nazvané „Nemocnice pro rekonvalescenty Charité“ zabíralo jihozápadní roh rue du Bac a rue de Varenne a bylo vybaveno velkými zahradami. Jejím základem byla nadace, kterou založila roku 1628 Angélique Faure (1593-1664), vdova po bývalém finančním superintendentovi Claudovi de Bullion de Bonnelles. Nemocnice pro rekonvalescenty nepřijímala nemocné, proto zde nebyl žádný lékař ani lékárník. Dva mniši a sluha pečovali o rekonvalescenty během jejich pobytu. Tento pobyt, omezený na patnáct dní, jim měl umožnit znovu nabrat síly a zdraví a představoval jakousi následnou péči a rehabilitaci. Část zahrad byla postoupena v 18. století sousednímu Společenství zahraničních misií.
Bratři také spravovali nemocnici a blázinec Charenton.
Během Francouzské revoluce se nemocnice dočasně přejmenovala na hospice de l'Unité. Od roku 1850 do počátku 20. století zde sídlila Lékařská akademie.
Rue Taranne zmizela v 70. letech 19. století při otevření Boulevardu Saint-Germain a stará kaple nemocnice nyní stojí na rohu tohoto bulváru a Rue des Saints-Pères.
Během povodně na Seině v roce 1910 byly od 21. ledna zaplaveny sklepy. Dne 25. ledna byla část pacientů evakuována do jiných nemocnic.
Budovy nemocnice Charité byly zbořeny kolem roku 1935, aby uvolnily místo pro novou lékařskou fakultu, jejíž studenti od roku 1953 bydlí v kampusu Saints-Pères. Stará kaple byla v roce 1942 přeměněna na kostel a poté na katedrálu Saint-Vladimir-le-Grand ukrajinské církve.

## Lékaři, kteří vykonávali praxi v nemocnici Charité
- Pierre-Jean Burette (1665-1747)
- François Gigot de Lapeyronie (1678-1747)
- Joseph-Marie-François de Lassone (1717-1788)
- Thierry de Bussy
- Jean-Joseph Sue, (de 1754-1779)
- François Chopart (1743-1795)
- Pierre Joseph Desault (1744-1795)
- Jean-Baptiste Dumangin (1744-1826)
- Louis René Desbois de Rochefort
- Jean-Nicolas Corvisart (1755-1821)
- Louis Charles Hallot
- Jean-Joseph Sue (1760-1830)
- Joseph Deschamps
- Alexis Boyer (1757-1833)
- Théodoric-Nilammon Lerminier (1770-1836)
- Pierre Fouquier (1776-1850)
- Philibert Joseph Roux (1780-1854)
- René-Théophile-Hyacinthe Laennec (1781-1826)
- Pierre Rayer (1793-1867)
- Pierre Adolphe Piorry (1794-1879)
- Alfred Velpeau (1795-1867)
- Gabriel Andral (1797-1876)
- Jean-Baptiste Bouillaud (1796-1881)
- Casimir Davaine (1812-1882)
- Jules Bernard Luys (1828-1897)
- Frédéric Labadie-Lagrave (1844-1917)
- Pierre-Constant Budin (1846-1907)
- Augusta Dejerine-Klumpke (1859-1927)
- Albert Calmette (1861-1933)
- Georges Guillain (1876-1961)
- Thérèse Bertrand-Fontaine (1895-1987)
- François Victor Mérat de Vaumartoise (1780-1851)
- Léon Tixier

## Výzdoba
V roce 1859 několik umělců pracovalo na výzdobě (částečně přenesené do Musée de l'Assistance publique – Hôpitaux de Paris): Jean Achard (1807-1884), Henry Axenfeld (1824-1892), Stéphane Baron (1827-1921), Gustave Doré (1832-1883), Hippolyte Fauvel (1835-1895), Augustin Feyen-Perrin (1826-1888), Léon-Charles Flahaut (1831-1920), Louis Français (1814-1897), Jean-Baptiste Georges Gasties (1819-1883), Edmond-Georges Guet (1829-1865), Jean-Louis Hamon (1821-1874), Henri Harpignies (1819-1916) a Émile Vernier (1829-1887).